# 奈西針塔
奈西針塔（芬蘭語：Näsinneula）是一座位於坦佩雷市、奈西湖畔高度168米的觀景塔。塔身高度為134.5公尺。設有觀景台和旋轉餐廳的塔皆屬於塞爾坎涅米遊樂園的園區。奈西針塔是芬蘭最高的建築物，亦是北歐國家中最高的觀景台，因為先前最高的斯德哥爾摩電視塔於2018年關閉。

## 設計

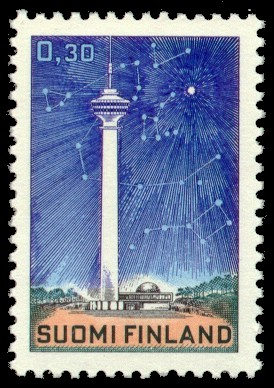
1971年發行的郵票上的奈西針塔

在這塊地區建造一座觀景塔的想法源自於時任的市長埃爾基·林德福斯。他當時造訪位於庫奧皮奧的普伊约塔時有了在坦佩雷建造一座類似的塔的想法。原始的計畫中也有規劃增高原先位於坦佩雷的Pyynikki觀景塔來代替新的奈西針塔。另外，除了塞爾坎涅米，位於坦佩雷的Ratina與Pispala也是可能的興建區。最初的設計中的名稱為塞爾凯針塔。奈西針塔的名字是由市政顧問勞里·桑塔麦基提出，該名字是以附近的奈西湖和西雅圖的太空針塔來命名的。奈西針塔的高度是運用直升機測量的。